# استت زوریچ (کشتی ۱۹۰۹)
استت زوریچ (کشتی ۱۹۰۹) (به انگلیسی: Stadt Zürich (ship, 1909)) یک کشتی است که طول آن 59.10 m می‌باشد. این کشتی در سال ۱۹۰۹ ساخته شد.